# Tomáš Pešír
Tomáš Pešír (ur. 30 maja 1981 w Pradze) – były czeski piłkarz, grający na pozycji napastnika.
W swojej karierze grał między innymi w czeskiej 1. Gambrinus liga i polskiej Orange Ekstraklasie. Ma za sobą występy w reprezentacji Czech U-21.